# Гайленд-Парк (Техас)
Гайленд-Парк (англ. Highland Park) — місто (англ. town) в США, в окрузі Даллас штату Техас. Населення — 8864 особи (2020).

## Географія
Гайленд-Парк розташований за координатами 32°49′52″ пн. ш. 96°48′4″ зх. д. / 32.83111° пн. ш. 96.80111° зх. д. (32.831056, -96.801235).  За даними Бюро перепису населення США в 2010 році місто мало площу 5,81 км², уся площа — суходіл.

## Демографія
Згідно з переписом 2010 року, у місті мешкали 8564 особи в 3411 домогосподарстві у складі 2426 родин. Густота населення становила 1474 особи/км².  Було 3717 помешкань (640/км²).
Расовий склад населення:
| - 94,4 % — білих - 2,8 % — азіатів - 0,5 % — чорних або афроамериканців - 0,3 % — корінних американців - 1,0 % — осіб інших рас |

До двох чи більше рас належало 1,1 %. Частка іспаномовних становила 4,0 % від усіх жителів.
За віковим діапазоном населення розподілялося таким чином: 26,8 % — особи молодші 18 років, 56,0 % — особи у віці 18—64 років, 17,2 % — особи у віці 65 років та старші. Медіана віку мешканця становила 45,1 року. На 100 осіб жіночої статі у місті припадало 90,4 чоловіків;  на 100 жінок у віці від 18 років та старших — 87,7 чоловіків також старших 18 років.
Медіана доходів становила 207 589 доларів для чоловіків та 86 641 долар для жінок. За межею бідності перебувало 4,3 % осіб, у тому числі 4,4 % дітей у віці до 18 років та 1,8 % осіб у віці 65 років та старших.
Цивільне працевлаштоване населення становило 3804 особи. Основні галузі зайнятості: фінанси, страхування та нерухомість — 23,6 %, науковці, спеціалісти, менеджери — 20,0 %, освіта, охорона здоров'я та соціальна допомога — 17,0 %.